# إيفان دوبويس
إيفان دوبويس (بالإسبانية: Iván Dubois)‏ (24 أبريل 1995 ببوينس آيرس في الأرجنتين - ) هو لاعب كرة قدم أرجنتيني في مركز الدفاع. لعب مع تيغري.

## وصلات خارجية
- إيفان دوبويس على موقع Soccerway.com (الإنجليزية)